# Иценко, Николай Михайлович
Никола́й Миха́йлович Ице́нко (17 (29) декабря 1889, Софиевка, Верхнеднепровский уезд, Екатеринославская губерния, Российская Империя — 14 января 1954, Воронеж, РСФСР, СССР) — советский невролог. Известен описанием болезни Иценко — Кушинга.

## Биография
Н. М. Иценко родился 17 (29) декабря 1889 года в селе Софиевка,Днепропетровской области, Украина.
В 1905 году за участие в революционном движении был исключён из реального училища.
В 1907 году поступил на экономическое отделение Санкт-Петербургского университета, которое в 1909 году оставил и поступил в ВМА. В 1913 году в академической газете «Студенческие годы» появились его статьи «К реформе Военно-медицинской академии 1913 года» и «На перепутье», в которых автор резко критиковал существующую в то время систему обучения. После этого Н. М. Иценко был вынужден покинуть академию и перевестись на медицинский факультет Юрьевского университета, который окончил в 1914 году. В должности зауряд-врача первого разряда участвовал в Первой мировой войне. По окончании был призван на военную службу, в 1917 году демобилизован. С 1918 года работал в клинике нервных и душевных болезней Донского университета в Ростове-на-Дону, сначала в качестве врача-экстерна, а с 1919 года — штатного ординатора. В 1921 году избирается на должность ассистента этой клиники, руководимой профессором А. И. Ющенко. 30 марта 1923 года Н. М. Иценко защитил диссертацию «К патологической анатомии хронического эпидемического энцефалита с клинической картиной синдрома скованности» и был удостоен степени «научного специалиста по нервным и душевным болезням». В 1924 году в Ростове-на-Дону была организована самостоятельная кафедра нервных болезней, которую возглавил П. И. Эдмин (ученик Л. О. Даркшевича), и Н. М. Иценко становится её ассистентом.
В 1925 году ему присвоено звание приват-доцента. В 1930 году он избирается заведующим кафедрой физиотерапии РМИ, не оставляя при этом работу на кафедре нервных болезней.
В 1932—1933 годах заведует кафедрой неврологии и физиотерапии Государственного бальнеологического института в Пятигорске. В 1933—1937 годах руководит кафедрой нервных болезней ИМИ.
С 1935 году Н. М. Иценко по совокупности публикаций доктор медицинских наук и профессор. В 1937 году по состоянию здоровья он переезжает в Кисловодск, где руководит научно-лечебным делом в санатории НКТП имени С. Орджоникидзе, крупнейшем в СССР. 1 октября 1939 года Н. М. Иценко избирается руководителем кафедры нервных болезней ВГМИ. В годы Великой Отечественной войны, находясь вместе с институтом в эвакуации в Ульяновске, он вёл активную научную и лечебную работу, консультировал раненых в госпиталях.
Н. М. Иценко умер после тяжёлой болезни 14 января 1954 года. Похоронен в Воронеже на Коминтерновском кладбище. В 1987 году в ВГМИ имени Н. Н. Бурденко была учреждена стипендия имени Н. М. Иценко.

## Научная деятельность
Ко времени переезда в Воронеж Н. М. Иценко имел уже около 80 печатных работ, одна из них монография «К клинике и патологической анатомии эпидемического энцефалита» (1924). Изучая клинику этого заболевания, патанатомию острых и хронических форм эпидемического энцефалита на Северном Кавказе, учёный проводит анализ возможных этиологических причин, поддерживает точку зрения, что возбудителем летаргического энцефалита является специфический вирус, а не вирус гриппа, даёт характеристику различным формам, особо подчёркивая глазодвигательные нарушения, описывает принципы лечения и профилактики.
Особого внимания заслуживают его работы по изучению физиологии, морфологии, клиническим проявлениям патологии межуточно-гипофизарной системы. В 1924 году в «В Юго-Восточном вестнике здравоохранения» (№№ 3—4, с. 136) Н. М. Иценко печатает работу «Tumor hypophisis с полигляндулярным симптомокомплексом, в связи с обозрением вопроса о центральной иннервации вегетативных функций». В ней автор описывает случай опухоли головного мозга с богатой вегетативной и эндокринной симптоматикой, которая представляет собой совокупность отдельтных синдромов: адипозно-генитального ожирения, гипотиреоза, надпочечникового гирсутизма, панастении, «высокой рефлекторной возбудимости всех анализаторов», а также своеобразно проявляющихся «эпилептоидных припадков». Автор подчёркивает, что объяснить эти изменения только патологией гипофиза «было бы искусственно», так как именно в гипоталамусе находятся центры водного, жирового, углеводного обменов. Именно отсюда идут эндокринное ожирение, несахарный диабет, половые, трофические расстройства и другие нарушения желез внутренней секреции. В этой работе Н. М. Иценко впервые обосновывает мысль, что эта «Сложная запутанная картина нарушения обмена веществ» не может быть обусловлена только патологией гипофиза, а является результатом «участия центра вегетации» — гипоталамуса, здесь же лежит исходная точка своеобразных эпилептоидных припадков, входящих в комплекс вегетативных нарушений.
В 1932 году американский нейрохирург Х. Кушинг на основе исследований 1912 года опубликовал работу, в которой, обобщив литературные сообщения, проведя анализ своих наблюдений, пришёл к выводу, что некоторые опухоли гипофиза могут давать определенный клинический синдром, отличный от эозинофильной аденомы, и назвал его «питуитарный базофилизм». В этой работе, вышедшей в свет лишь спустя несколько лет после работы Н. М. Иценко (1924), синдром «питуитарного базофилизма» с выраженными нарушениями вегетативных функций объясняется не только гипофизарными нарушениями, но и поражением гипоталамуса. Гипоталамо-гипофизарный синдром носит название болезни Иценко — Кушинга.
В 1936 году у статье «К вопросу о диэнцефалической эпилепсии» Н. М. Иценко проводит анализ состояния проблемы этого синдрома. На основании первых описаний (1924, 1926) своеобразных «судорожных кризов», сопровождающих сложнейшие вегетативные синдромы, а также наблюдений, проведённых в последующие годы, автор даёт чёткую клиническую характеристику диэнцефалической эпилепсии, описывая разнообразие и общие черты. Этим припадкам присущи внезапное начало, различная длительность, иногда до нескольких часов, наличие судорог типа озноба или децеребрации, разнообразие припадков у одного субъекта, массивность вегетативных симптомов, утрата сознания не обязательна и даже редка. Н. М. Иценко выделяет несколько групп диэнцефалических припадков. В первую группу он отнёс бессудорожные приступы, сопровождающиеся большими сосудистыми и дыхательными (тахипноэ, диспноэ) нарушениями. Вторую группу Н. М. Иценко характеризует как более насыщенную разнообразными вегетативными проявлениями, при этом кроме вышеописанных нарушений первой группы возникает гиперкинез особого типа, напоминающий озноб, а также гипертермия, полиурия. Третья группа представляет собой астенический вариант, при котором возникают панастения, напоминающая миоплегию и астазию — абазию истериков, и, наконец, четвёртая группа характеризуется гипертоническим синдромом типа децеребрационной ригидности. Выделенные варианты могут сочетаться. Описанные автором припадки, зависящие от первиного раздражеия подбугорной области, всегда являются лишь частью, симптомом сложног вегетативного синдрома, чем отличаются от общих эпилептических припадков с вегетативной аурой. Эта работа — первое в отечественной и зарубежной литературе сообщение, в котором чётко выделена форма диэнцефальной эпилепсии и описаны её варианты. Работа не потеряла своего значения и в современной неврологии.
Видное место среди научных исследований Н. М. Иценко занимает проблема опухолей головного мозга, особенно подробно им разработана клиника опухолей 3 желудочка (1936), сопровождающаяся выраженными гипоталамическими симптомами, среди которых им выделены «три  колонны» признаков, отличающихся различной частотой проявлений этой локализации.
Менее известной является монография "Проблема начальных форм и фазности в развитии мозгового артериосклероза", в которой был  сделан обширный обзор отечественной и зарубежной литературы и обобщен собственный опыт накопленный во время работы на Кисловодском курорте. Данная работа предшествовала развитию учений о различных аспектах цереброваскулярных заболеваний: атеросклеротической энцефалопатии (В.М. Банщиков 1963, А.Я.Минц, 1970), гипертонической энцефалопатии (Г.Ф. Ланг 1950, Б.Н.Маньковский и В.М. Слонимская 1958), дисциркуляторной энцефалопатии (Г.А. Максудов, Е.В. Шмидт 1962). 

## Награды и премии
- орден «Знак Почёта»
- медаль «За победу над Германией в Великой Отечественной войне 1941-1945 гг.»
- медаль «За доблестный труд в Великой Отечественной войне 1941-1945 гг.»